# Championnat d'Europe masculin de water-polo 1927
Navigation
Budapest 1926 Paris 1931
Le Championnat d'Europe de water-polo masculin 1927 est la deuxième édition du Championnat d'Europe de water-polo masculin, compétition organisée par la Ligue européenne de natation (LEN) et rassemblant les meilleures équipes masculines européennes. Il se déroule à Bologne, en Italie, du 31 août au 5 septembre 1927.

## Résultats

### Premier tour
| 31 août 1927 | Autriche | 5 - 3 | Pays-Bas |         |
|              |          |       |          | Bologne |

| 31 août 1927 | Suède | 7 - 4 | Allemagne |         |
|              |       |       |           | Bologne |

| 31 août 1927 | Hongrie | 7 - 2 | Grande-Bretagne |         |
|              |         |       |                 | Bologne |

| 31 août 1927 | Tchécoslovaquie | 3 - 1 | Italie |         |
|              |                 |       |        | Bologne |

| 31 août 1927 | France | 5 - 0 | Espagne |         |
|              |        |       |         | Bologne |

| 31 août 1927 | Belgique | 7 - 1 | Yougoslavie |         |
|              |          |       |             | Bologne |

### Deuxième tour
La rencontre opposant la Hongrie et la Belgique a été interrompu en raison de l'obscurité alors que le pays hôte menait 3 buts à 2. Le match à donc été rejouer le lendemain.
| 1er septembre 1927 | Suède | 5 - 2 | Tchécoslovaquie |         |
|                    |       |       |                 | Bologne |

| 1er septembre 1927 | France | 8 - 0 | Autriche |         |
|                    |        |       |          | Bologne |

| 1er septembre 1927 | Hongrie | 3 - 2 | Belgique |         |
|                    |         |       |          | Bologne |

| 2 septembre 1927 | Hongrie | 4 - 3 | Belgique |         |
|                  |         |       |          | Bologne |

### Troisième tour
| 2 septembre 1927 | France | 4 - 1 | Suède |         |
|                  |        |       |       | Bologne |

### Finale
| 3 septembre 1927 | Hongrie | 3 - 1 | France |         |
|                  |         |       |        | Bologne |

## Statistiques

### Médaillés
| Édition       | Or | Argent | Bronze   |
| ------------- | --- | ------ | -------- |
| Budapest 1926 | Hongrie István Barta László Czele Tibor Fazekas Márton Homonnai Alajos Keserű Ferenc Keserű József Vértesy János Wenk Sélectionneur : Béla Komjádi | France | Belgique |